# Graciliceratops mongoliensis
Graciliceratops mongoliensis es la única especie conocida del género extinto Graciliceratops (gr."cara con cuernos"+ lat. "grácil") de dinosaurio ceratopsiano protoceratópsido, que vivió a finales del período Cretácico, hace aproximadamente 90 millones de años, en el Turoniense, en lo que hoy es Asia. El Graciliceratops descrito por el paleontólogo Paul Sereno en el 2000 a partir de fósiles originalmente descrito por Teresa Maryańska y Halszka Osmólska en 1975 y que refieren a Microceratops gobiensis.

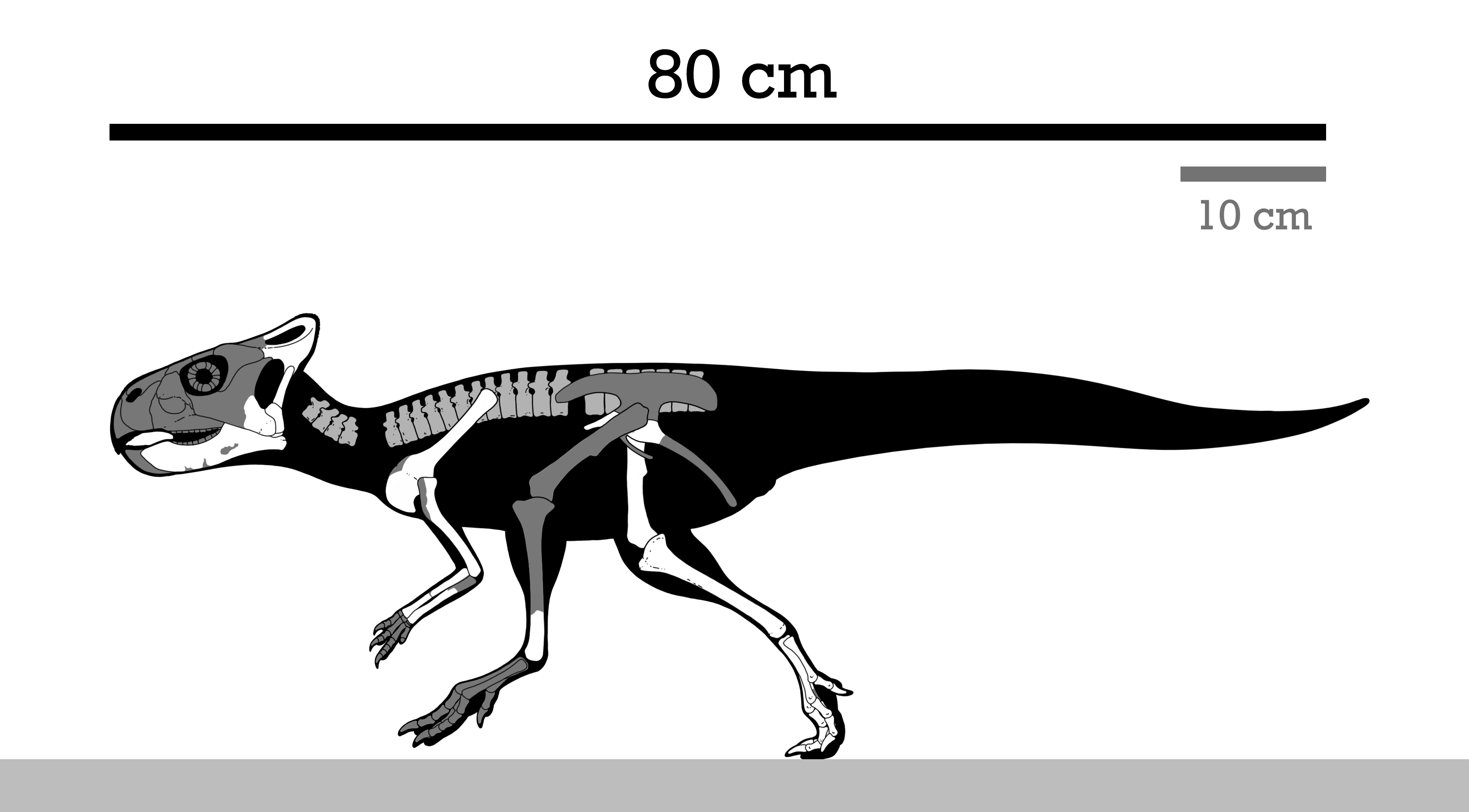
Diagrama esquelético que presenta los restos del holotipo de Graciliceratops mongoliensis: ZPAL MgD-I / 156, en comparación con un mapache.

Graciliceratops se conoce de la Formación Shireegiin Gashuun en el Desierto de Gobi de Mongolia , al norte de la Cuenca Nemegt. Se cree que la localidad de Shireegiin Gashuun es más antigua que las localidades de Djadokhta que produjeron Protoceratops , y probablemente sea de edad temprana del Cretácico tardío. Las relaciones del género no están claras, sin embargo, el volante tiene fenestras grandes limitado por puntales muy delgados. Esta estructura es muy similar a la de los Protoceratops posteriores.
El cráneo del animal mide aproximadamente 20 centímetros y el animal entero tendría aproximadamente el tamaño de un gato. Sin embargo, los arcos y los cuerpos de las vértebras no están fusionados, lo que sugiere que el animal no creció completamente cuando murió. El adulto puede haberse acercado al Protoceratops en tamaño, que creció a unos 2 metros.
Al igual que otros ceratopsianos, Graciliceratops habría sido un herbívoro, usando su poderoso pico y dientes cortantes para procesar la materia vegetal dura. Poco se sabe sobre la flora del antiguo desierto de Gobi, por lo que no está claro qué habría comido. Durante el Cretácico, las plantas angiospermas estaban geográficamente limitadas, por lo que se deduce que el Graciliceratops se alimentaba de helechos, cícadas y coníferas. Por la forma de su pico se puede inferir que lo empleaba para morder las hojas y las espinas.